# Зигаза (река)
Зигаза́ (баш. Егәҙе) — река в России, протекает в Республике Башкортостан. Устье реки находится в 183 км по левому берегу реки Зилим. Длина реки составляет 41 км, площадь водосборного бассейна 438 км². В 25 км от устья, по правому берегу реки впадает река Сырой Аталям.
Зигаза является главным притоком реки Зилим в его верхнем течении и впадает в него слева в 183 километрах от его устья или в 25 километрах от его истока. Её ещё иногда называют Большим Зилимом. При этом сам Зилим именуется Малым, поскольку в месте слияния дебет Зигазы больше самого Зилима.

## Данные водного реестра
По данным государственного водного реестра России относится к Камскому бассейновому округу, водохозяйственный участок реки — Белая от города Стерлитамак до водомерного поста у села Охлебино, без реки Сим, речной подбассейн реки — Белая. Речной бассейн реки — Кама.
Код объекта в государственном водном реестре — 10010200712111100018685.

## Топографические карты
- Лист карты N-40-XXII. Масштаб: 1 : 200 000. Указать дату выпуска/состояния местности.